# Euvrilletta peltata
Euvrilletta peltata là một loài bọ cánh cứng thuộc chi Euvrilletta trong họ Ptinidae.